# Bembidion formale
Bembidion formale är en skalbaggsart som beskrevs av Thomas Casey. Bembidion formale ingår i släktet Bembidion och familjen jordlöpare. Inga underarter finns listade i Catalogue of Life.